# Marine Liévrouw
Marine Liévrouw, née en 1991 à Dieppe en Seine-Maritime, est une championne de full-contact et de kickboxing française, sociétaire du Boxing Club Barentinois et du Full Contact Sottevillais,. Elle est également policière affectée à la brigade de nuit de Rouen.

## Biographie
Née à Dieppe, Marine Liévrouw commence le full-contact à l'âge de 6 ans et demi au club du Tréport à cause de problèmes de comportement et de difficultés à se canaliser.
Malgré des compétitions avec l’Équipe de France pendant dix ans chez les amateurs, de 2010 à 2020, dans ce sport reconnu comme sport olympique, elle ne peut pas en vivre. Elle exerce en parallèle son métier de gardien de la paix à la brigade de nuit de police-secours à Rouen. Cela induit pour elle un rythme intense. Pour trouver une solution à cette difficulté la Normande s'est engagée dans la boxe anglaise. Les primes sont beaucoup plus importantes et son objectif est clair : « atteindre le même niveau qu’en full ». À partir de 2020, elle passe professionnelle en full-contact et remporte trois titres de championne d'Europe et trois titre de championne du monde dans cette discipline de boxe pieds-poings. Marine Liévrouw se lance ensuite en kickboxing (pieds, poings et genoux) car il y a un manque d'adversaires féminines en full-contact. Le 8 avril 2023, elle devient championne d'Europe de K-1 (ou Kawan) à son troisième combat chez elle  sur le ring du Full-Contact Sottevillais. Marine Liévrouw s'entraine une fois par jour quand elle travaille en brigade, et deux fois par jour quand elle est en repos ; le matin en boxe anglaise avec Jean-Michel Levasseur à Barentin, et le soir en kickboxing à Sotteville,.